# رعو
رعو بن فالج  (بالعبرية: רְעוּ) هو شخصية توراتية مذكورة في العهد القديم في سفر التكوين، وهو أبو ساروغ من أجداد إبراهيم.
كان عمره 32 عامًا عندما ولد ساروغ، وعاش حتى عمر 239 عامًا وفقًا للنص الماسوري، بينما تذكر المخطوطة السبعينية والتوراة السامرية أن عمره كان 132 عامًا عندما ولد ساروغ، وبالتالي فإن السبعينية تحدد عمره بـ 339 عامًا. 
يذكر كتاب اليوبيلات تفاصيل أخرى عنه، منها أن اسم أمه لومنا من شنعار، وزوجته أورا، ويقال إنه ولد في وقت بدأ بناء برج بابل. 